# Vestland
Vestland es una provincia de Noruega creada el 1 de enero de 2020. La provincia está situada en el oeste de Noruega y se centra en la ciudad de Bergen, la segunda ciudad más grande de Noruega. El centro administrativo de la provincia es la ciudad de Bergen, donde se encuentra la dirección ejecutiva y política, pero el gobernador de la provincia tiene su sede en Hermansverk. La provincia es una de las dos provincias de Noruega que tienen el nynorsk como forma oficial de la lengua escrita (las otras son neutrales en cuanto a la forma que utiliza la gente).
Vestland se creó en 2020 cuando se fusionaron los antiguos condados de Hordaland y Sogn og Fjordane (con la excepción del municipio de Hornindal, que pasó a formar parte del municipio de Volda en el condado de Møre og Romsdal).

## Historia
El condado de Vestland es un condado de reciente creación, pero ha estado habitado durante siglos. Durante la Edad Media, la zona estaba formada por muchos pequeños reinos bajo los Gulating. La parte norte era conocida como Firdafylke (actual región de Fjordane; Nordfjord-Sunnfjord), la parte central era conocida como Sygnafylke (actual región de Sogn), y la parte sur era conocida como Hordafylke.
A principios del siglo XVI, Noruega se dividió en cuatro len. El Bergenhus len tenía su sede en Bergen y abarcaba gran parte de Noruega occidental y septentrional incluyendo Firdafylke, Sygnafylke, Hordafylke y Sunnmørafylke (en la actualidad condado de Møre og Romsdal). El nuevo len de Bergenhus se administró desde la Fortaleza de Bergenhus en la ciudad de Bergen.
En 1662, los lentes fueron sustituidos por amts. El 19 de febrero de 1662, un decreto real cambió el nombre por el de Bergenhus amt. El nuevo Bergenhus amt estaba formado originalmente por las actuales zonas de Vestland y la región de Sunnmøre de Møre og Romsdal, además de que el extremo norte del Nordlandene amt estaba subordinado al Bergenhus amt. La región de Sunnmøre fue transferida al Romsdalen amt en 1689 y el Nordlandene amt se separó también en esa época.
En 1763, el municipio se dividió en una parte norte y otra sur: Nordre Bergenhus amt y Søndre Bergenhus amt. Cuando el amt se dividió, el actual municipio de Gulen se dividió con la parte sur que terminó en Søndre Bergenhus amt. En 1773, la frontera se volvió a dibujar para que todo Gulen se ubicara en la parte norte.
El 1 de enero de 1919, Nordre Bergenhus amt pasó a llamarse Sogn og Fjordane fylke y Søndre Bergenhus amt pasó a llamarse Hordaland fylke durante un periodo en el que se cambiaron muchos nombres de localidades en Noruega
La ciudad de Bergen se separó del amt de Bergenhus en 1831 y fue clasificada como ciudad-condado (byamt) desde 1831 hasta 1972. Durante ese periodo, en 1915, el municipio de Årstad se anexionó a Bergen. En 1972, los municipios vecinos de Arna, Fana, Laksevåg y Åsane se anexionaron a la ciudad de Bergen. También en esa época, la ciudad de Bergen perdió su condición de condado y volvió a formar parte del condado de Hordaland.
El 1 de enero de 2020, los condados de Hordaland y Sogn og Fjordane se fusionaron una vez más, formando el condado de Vestland.

## Geografía

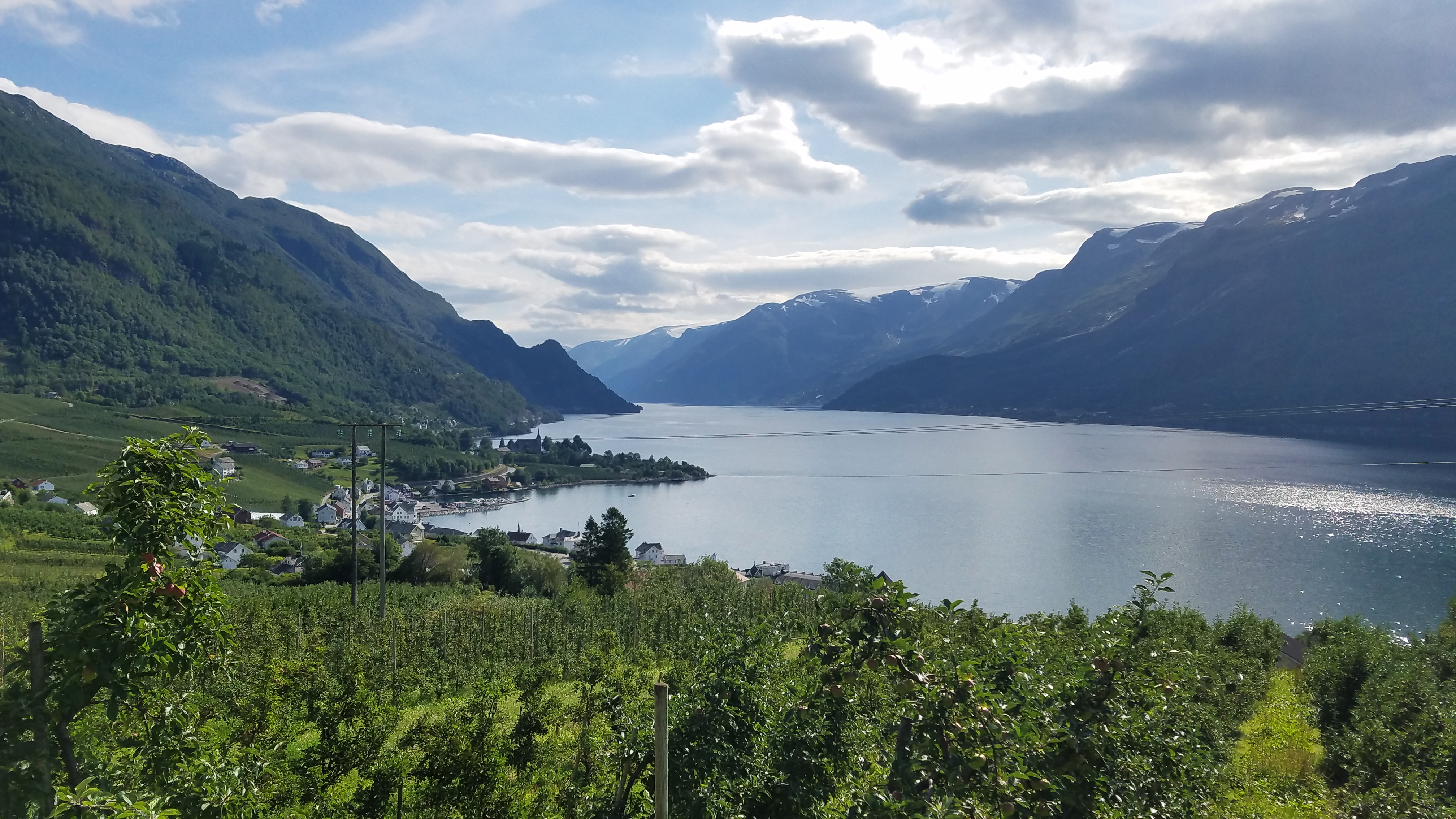
Hardanger es una de las fuentes de fruta más importantes de Noruega, ya que proporciona alrededor del 40% de la producción frutícola del país, incluyendo manzanas, ciruelas, peras, cerezas y grosellas.

Vestland está situada en la costa occidental de Noruega. Está dividida por varios fiordos largos y profundos, como el Nordfjorden, el Sognefjorden y el Hardangerfjorden, algunos de los fiordos más notables de Noruega y grandes atracciones turísticas. Aproximadamente la mitad del parque nacional de Hardangervidda se encuentra en el condado. También incluye los glaciares Jostedal, Folgefonna y Hardangerjøkulen. El condado también incluye muchas cascadas conocidas, como Vøringsfossen y Stykkjedalsfossen. Ramnefjellsfossen (antes llamada Utigardfossen) es la más alta de Noruega y la tercera del mundo, y Vettisfossen es una de las cascadas más altas de Noruega, con una caída vertical de 275 metros. Ambas se encuentran en las montañas de Jotunheim.
Fuera del área metropolitana de Bergen, el condado es principalmente un área rural con una población dispersa. Los cruceros visitan Vestland durante todo el verano debido a las vistas únicas de las altas montañas y los fiordos de un azul profundo. El famoso Nærøyfjord se encuentra en el sur del condado. Esta es una zona de fiordos que figura en la lista de la UNESCO. Hay varios archipiélagos, incluidos Øygarden, Austevoll, Bulandet, Bremangerlandet y Kinn . El punto más occidental de Noruega es Holmebåen en el municipio de Solund. La isla de Unst, que forma parte de las Islas Shetland, está a unos 300 kilómetros al oeste de Holmebåen..
El terreno cambia con bastante rapidez, con la mayoría de las montañas más pequeñas en la costa, que van aumentando gradualmente hasta llegar a montañas que alcanzan más de 2.000 metros. Debido a la fuerte elevación y a los fiordos que atraviesan el terreno, la cantidad de precipitaciones es muy elevada. Los sistemas de bajas presiones llegan desde el oeste y se encuentran con las montañas (un fenómeno conocido como elevación orográfica) y provocan lluvias y nevadas.

## Gobierno
Un condado (fylke) es la principal zona administrativa local de Noruega. Todo el país está dividido en 11 condados. Un condado es también una zona electoral, con votaciones populares cada 4 años. En Vestland, el gobierno del condado es el Municipio del Condado de Vestland. Cuenta con 65 miembros que son elegidos para formar un consejo comarcal (Fylkesting). Al frente del Fylkesting está el alcalde del condado (fylkesordførar). Desde 2020, el municipio del condado de Vestland está dirigido por Jon Askeland, el alcalde del condado.
El condado también tiene un gobernador del condado (fylkesmann) que es el representante del rey y gobierno de Noruega. Lars Sponheim es el actual gobernador del condado de Vestland .
Los municipios de Vestland se dividen en varios tribunales de distrito (tingrett) : Tribunal de distrito de Nordhordland, Tribunal de distrito de Sunnhordland, Tribunal de distrito de Bergen, Tribunal de distrito de Hardanger y Tribunal de distrito de Sogn og Fjordane . Todos estos tribunales están subordinados al distrito del Tribunal de Apelación de Gulating con sede en Bergen.

## Galería

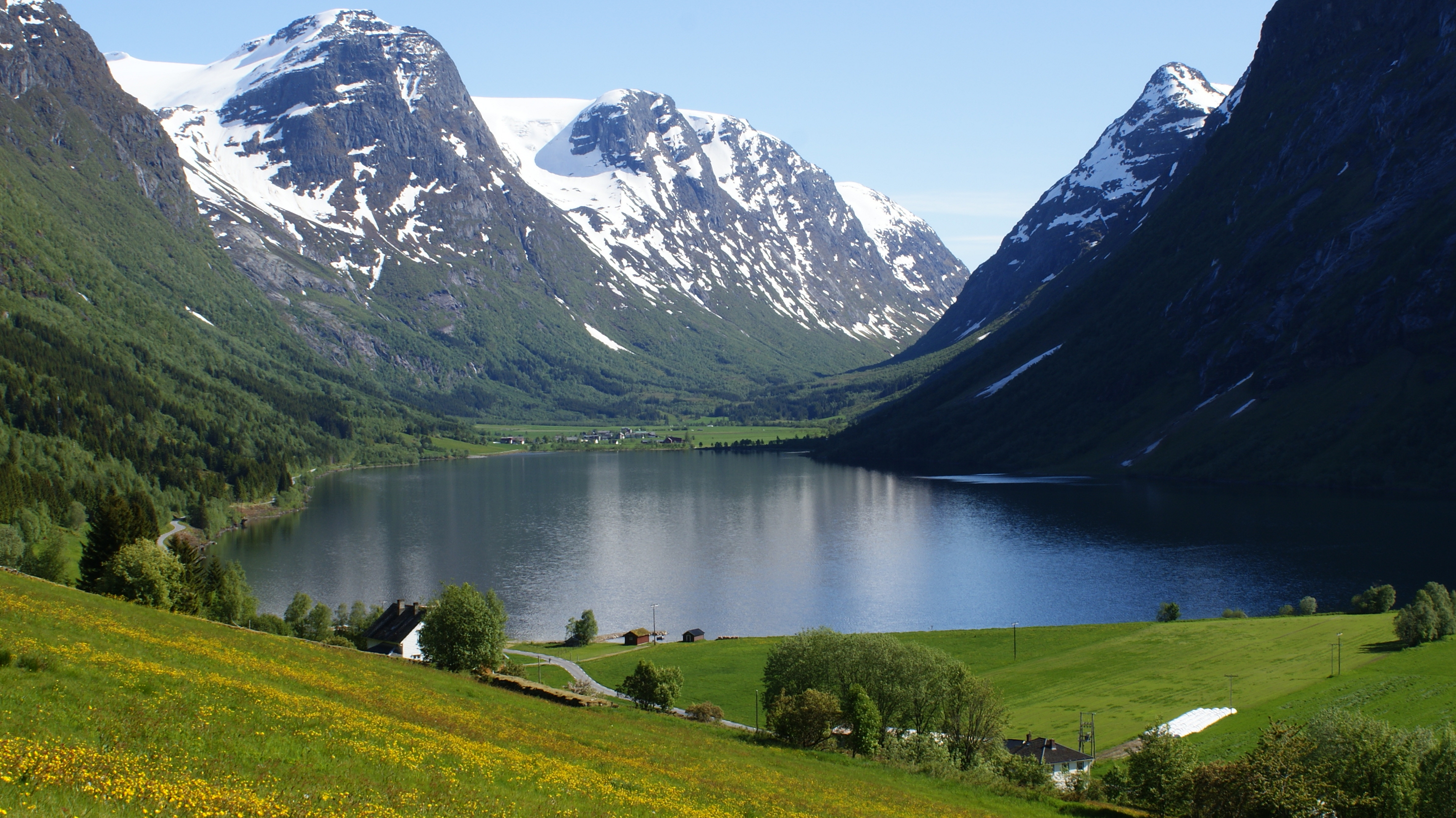
Valle de Myklebustdalen al este de Byrkjelo
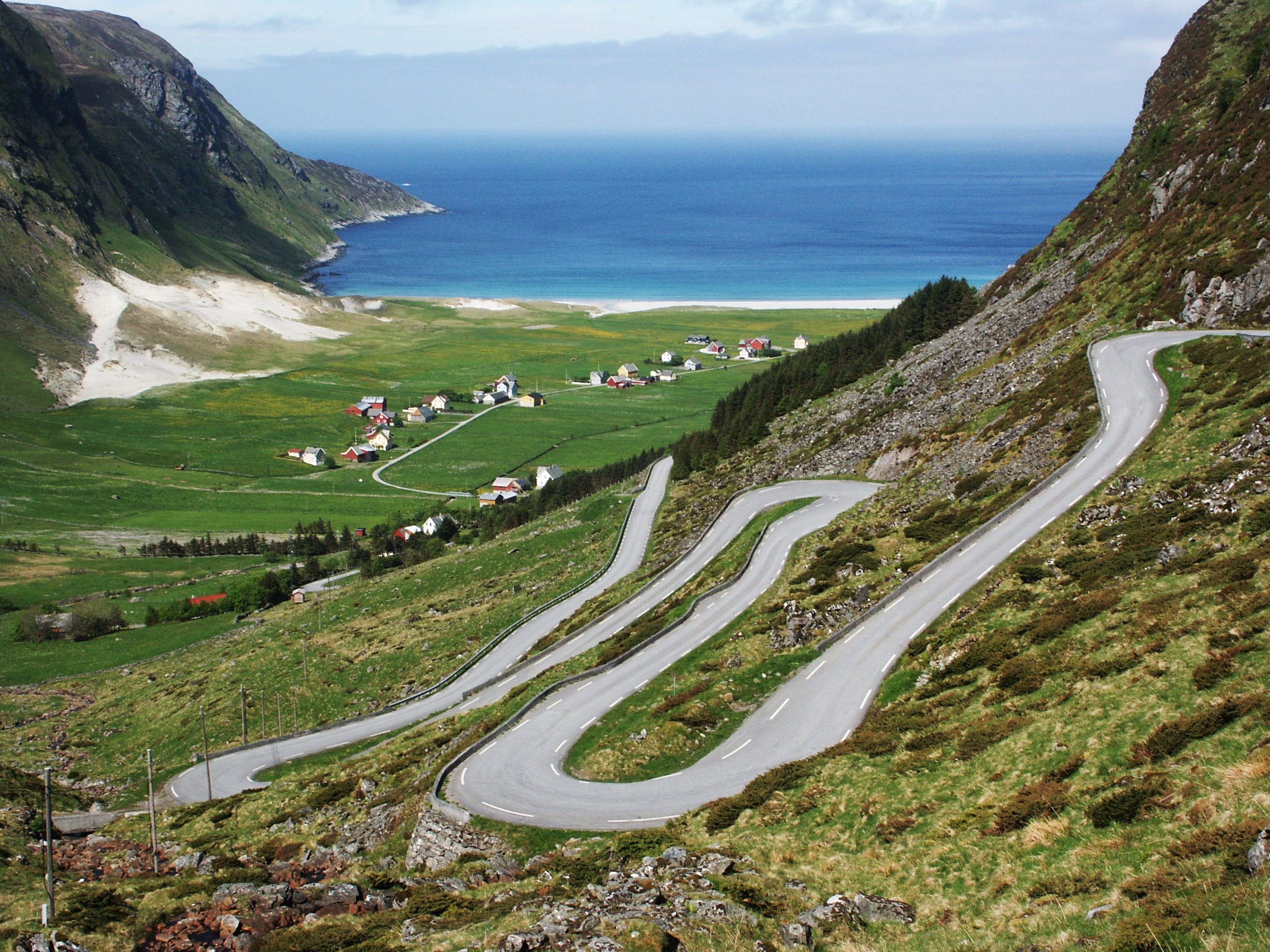
El pueblo de Hoddevik en la península de Stad en Selje
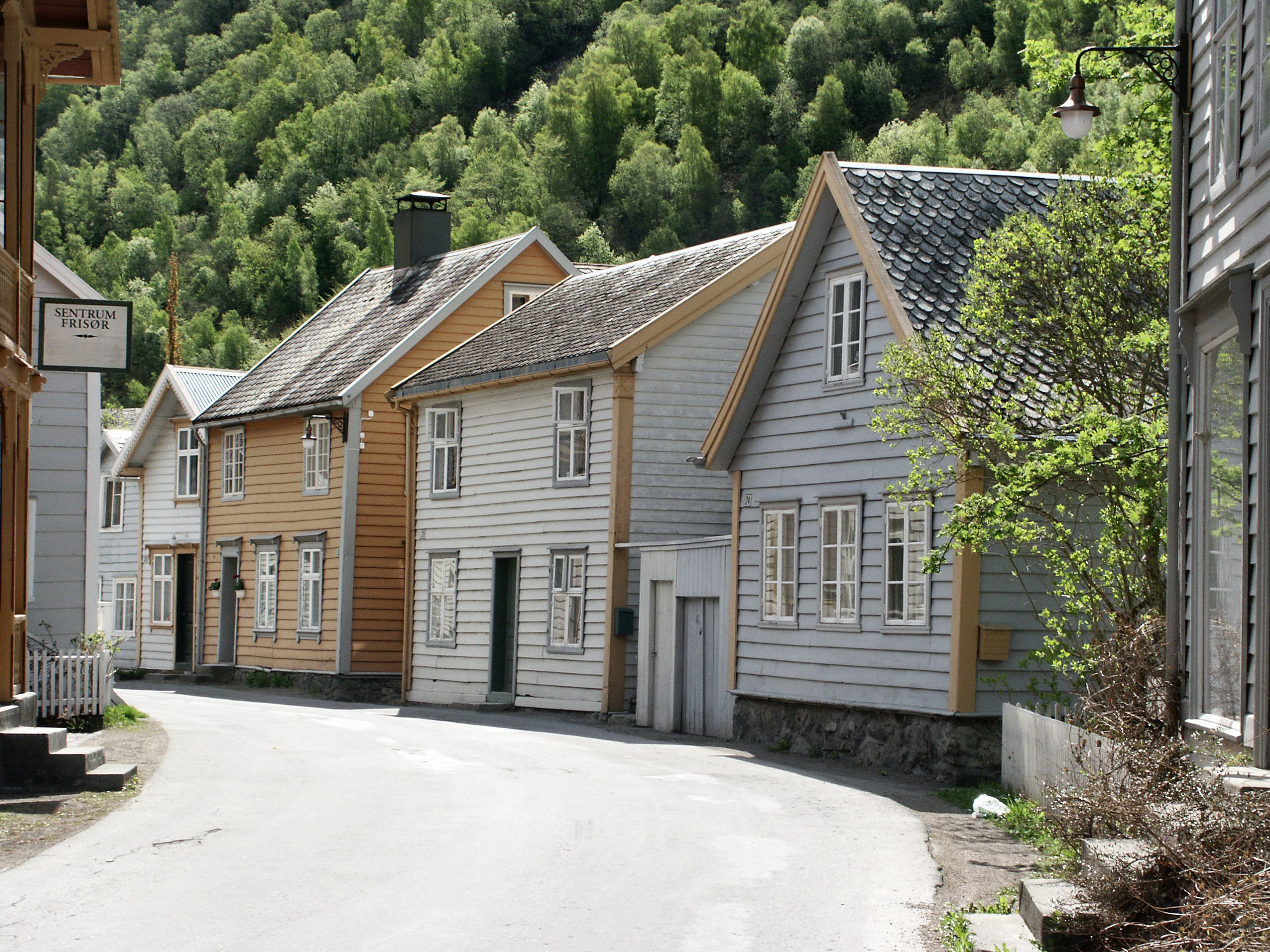
Algunas casas antiguas en Lærdalsøyri, Lærdal
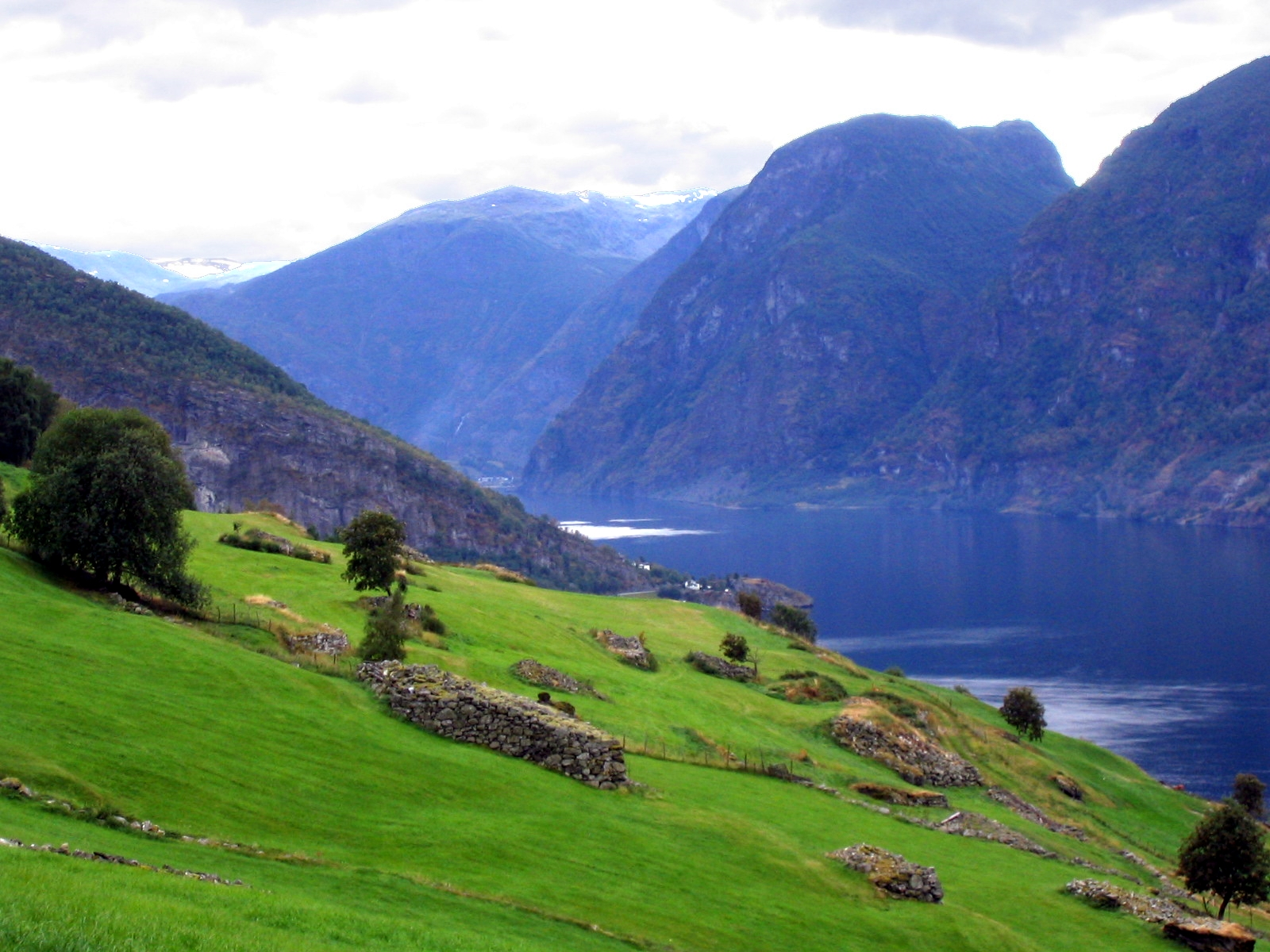
Vista desde Aurland
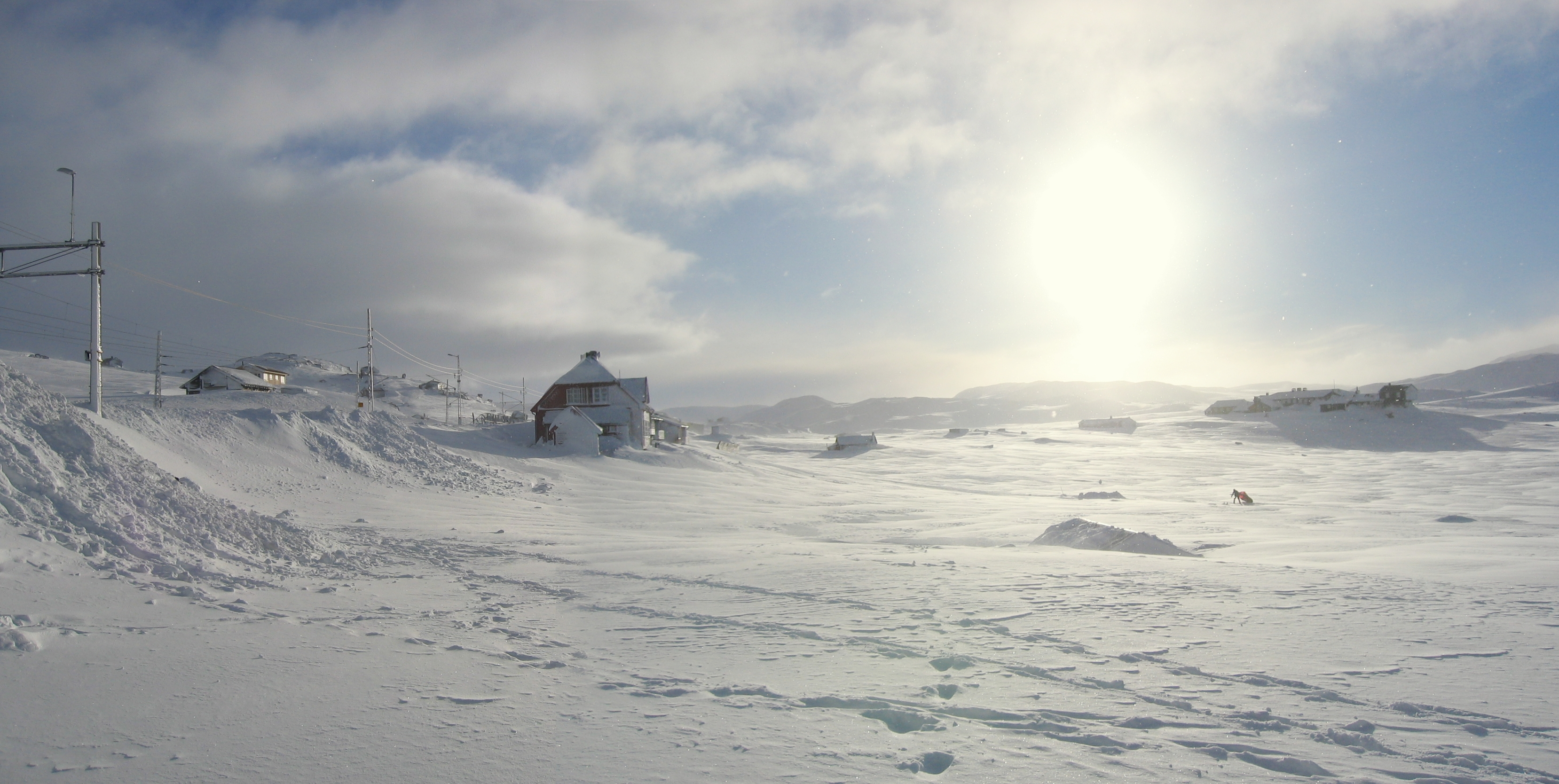
Finse es el punto más alto del sistema ferroviario noruego, situado a 1.222 m sobre el nivel del mar

## Municipios
El condado de Vestland tiene un total de 43 municipios:
| Número Municipal | Nombre        | Centro Adm.    | Ubicación en el condado | Establecimiento    | Antiguo número municipal (antes de 2020)          | Antiguo Condado (antes de 2020) |
| ---------------- | ------------- | -------------- | ----------------------- | ------------------ | ------------------------------------------------- | ------------------------------- |
| 4601             | Bergen        | Bergen         |                         | 1 de enero de 1972 | 1201 Bergen                                       | Hordaland                       |
| 4602             | Kinn          | Florø          |                         | 1 de enero de 2020 | 1401 Flora 1439 Vågsøy (parte)                    | Sogn og Fjordane                |
| 4611             | Etne          | Etnesjøen      |                         | 1 de enero de 1838 | 1211 Etne                                         | Hordaland                       |
| 4612             | Sveio         | Sveio          |                         | 1 de enero de 1865 | 1216 Sveio                                        | Hordaland                       |
| 4613             | Bømlo         | Svortland      |                         | 1 de enero de 1916 | 1219 Bømlo                                        | Hordaland                       |
| 4614             | Stord         | Leirvik        |                         | 1 de enero de 1838 | 1221 Stord                                        | Hordaland                       |
| 4615             | Fitjar        | Fitjar         |                         | 1 de enero de 1863 | 1222 Fitjar                                       | Hordaland                       |
| 4616             | Tysnes        | Uggdal         |                         | 1 de enero de 1838 | 1223 Tysnes                                       | Hordaland                       |
| 4617             | Kvinnherad    | Rosendal       |                         | 1 de enero de 1838 | 1224 Kvinnherad                                   | Hordaland                       |
| 4618             | Ullensvang    | Odda           |                         | 1 de enero de 1838 | 1227 Jondal 1228 Odda 1230 Ullensvang             | Hordaland                       |
| 4619             | Eidfjord      | Eidfjord       |                         | 1 de enero de 1977 | 1232 Eidfjord                                     | Hordaland                       |
| 4620             | Ulvik         | Ulvik          |                         | 1 de enero de 1838 | 1233 Ulvik                                        | Hordaland                       |
| 4621             | Voss          | Vossevangen    |                         | 1 de enero de 1838 | 1234 Granvin 1235 Voss                            | Hordaland                       |
| 4622             | Kvam          | Norheimsund    |                         | 1 de enero de 1838 | 1238 Kvam                                         | Hordaland                       |
| 4623             | Samnanger     | Tysse          |                         | 1 de enero de 1907 | 1242 Samnanger                                    | Hordaland                       |
| 4624             | Bjørnafjorden | Osøyro         |                         | 1 de enero de 2020 | 1241 Fusa 1243 Os                                 | Hordaland                       |
| 4625             | Austevoll     | Storebø        |                         | 1 de enero de 1886 | 1244 Austevoll                                    | Hordaland                       |
| 4626             | Øygarden      | Straume        |                         | 1 de enero de 1964 | 1245 Sund 1246 Fjell 1259 Øygarden                | Hordaland                       |
| 4627             | Askøy         | Kleppestø      |                         | 1 de enero de 1838 | 1247 Askøy                                        | Hordaland                       |
| 4628             | Vaksdal       | Dale           |                         | 1 de enero de 1964 | 1251 Vaksdal                                      | Hordaland                       |
| 4629             | Modalen       | Mo             |                         | 1 de enero de 1910 | 1252 Modalen                                      | Hordaland                       |
| 4630             | Osterøy       | Lonevåg        |                         | 1 de enero de 1964 | 1253 Osterøy                                      | Hordaland                       |
| 4631             | Alver         | Knarvik        |                         | 1 de enero de 2020 | 1256 Meland 1260 Radøy 1263 Lindås                | Hordaland                       |
| 4632             | Austrheim     | Årås           |                         | 1 de enero de 1910 | 1264 Austrheim                                    | Hordaland                       |
| 4633             | Fedje         | Fedje          |                         | 1 de enero de 1947 | 1265 Fedje                                        | Hordaland                       |
| 4634             | Masfjorden    | Masfjordnes    |                         | 1 Mar 1879         | 1266 Masfjorden                                   | Hordaland                       |
| 4635             | Gulen         | Eivindvik      |                         | 1 de enero de 1838 | 1411 Gulen                                        | Sogn og Fjordane                |
| 4636             | Solund        | Hardbakke      |                         | 1 de enero de 1858 | 1412 Solund                                       | Sogn og Fjordane                |
| 4637             | Hyllestad     | Hyllestad      |                         | 1 de enero de 1862 | 1413 Hyllestad                                    | Sogn og Fjordane                |
| 4638             | Høyanger      | Høyanger       |                         | 1 de enero de 1964 | 1416 Høyanger                                     | Sogn og Fjordane                |
| 4639             | Vik           | Vikøyri        |                         | 1 de enero de 1838 | 1417 Vik                                          | Sogn og Fjordane                |
| 4640             | Sogndal       | Hermansverk    |                         | 1 de enero de 1838 | 1418 Balestrand 1419 Leikanger 1420 Sogndal       | Sogn og Fjordane                |
| 4641             | Aurland       | Aurlandsvangen |                         | 1 de enero de 1838 | 1421 Aurland                                      | Sogn og Fjordane                |
| 4642             | Lærdal        | Lærdalsøyri    |                         | 1 de enero de 1838 | 1422 Lærdal                                       | Sogn og Fjordane                |
| 4643             | Årdal         | Årdalstangen   |                         | 1 de enero de 1863 | 1424 Årdal                                        | Sogn og Fjordane                |
| 4644             | Luster        | Gaupne         |                         | 1 de enero de 1838 | 1426 Luster                                       | Sogn og Fjordane                |
| 4645             | Askvoll       | Askvoll        |                         | 1 de enero de 1838 | 1428 Askvoll                                      | Sogn og Fjordane                |
| 4646             | Fjaler        | Dale           |                         | 1 de enero de 1838 | 1429 Fjaler                                       | Sogn og Fjordane                |
| 4647             | Sunnfjord     | Førde          |                         | 1 de enero de 2020 | 1430 Gaular 1431 Jølster 1432 Førde 1433 Naustdal | Sogn og Fjordane                |
| 4648             | Bremanger     | Svelgen        |                         | 1 de enero de 1866 | 1438 Bremanger                                    | Sogn og Fjordane                |
| 4649             | Stad          | Nordfjordeid   |                         | 1 de enero de 2020 | 1439 Vågsøy (part) 1441 Selje 1443 Eid            | Sogn og Fjordane                |
| 4650             | Gloppen       | Sandane        |                         | 1 de enero de 1838 | 1445 Gloppen                                      | Sogn og Fjordane                |
| 4651             | Stryn         | Stryn          |                         | 1 de enero de 1843 | 1449 Stryn                                        | Sogn og Fjordane                |